# Michael Young (basket-ball)
Pour les articles homonymes, voir Michael Young et Young.
Michael Young, né le 2 janvier 1961 à Houston, est un joueur américain de basket-ball, évoluant au poste d'ailier. Il dispute trois Final Four NCAA (National Collegiate Athletic Association) consécutif avec les Cougars de Houston sans remporter le titre universitaire. Il effectue ensuite une carrière professionnelle dont le meilleur résultat est le titre européen lors de la Ligue des champions d'Europe 1993.

## Biographie
Joueur très doué, il rejoint la NCAA chez les Cougars de Houston, en forçant ceux-ci à prendre son ami Clyde Drexler. Avec celui-ci et Hakeem Olajuwon, Larry Micheaux et Benny Anders, ils forment la célèbre Phi Slamma Jamma, équipe qui perd lors de la demi-finale du Final Four NCAA en 1982 face au Tar Heels de la Caroline du Nord de Michael Jordan. L'année suivante, malgré le départ de Drexler en NBA, l'université atteint pour la première fois la finale du Final Four, battu par les Wolfpack de North Carolina State sur le score 54 à 52, score établi à la dernière seconde sur un dunk du joueur des Wolfpack Lorenzo Charles. La demi-finale de 1983 est encore considérée comme le match NCAA du siècle par les spécialistes. Pour sa dernière année sous le maillot des Cougars, il atteint une nouvelle fois la finale, battu par Hoyas de Georgetown de Patrick Ewing. Durant sa carrière à Houston, Young marque 15,2 points et capte 5,9 rebonds en 33,6 minutes par rencontre. Il est également le premier Cougar à disputer quatre tournois de la NCAA. Avec seize rencontres disputées, il détient toujours le nombre de rencontre de tournoi NCAA disputé par un Cougar.
À la Draft 1984 de la NBA, il est choisi par les Celtics de Boston, puis rejoint Suns de Phoenix où il ne dispute que deux rencontres. Après un passage en CBA, ponctué d'un titre de MVP grâce à ses 26 points avec les Spirit de Detroit, il retrouve de nouveau la NBA pour signer avec les 76ers de Philadelphie. De nouveau, il ne dispute que deux rencontres. Il évolue alors en Europe, d'abord en Espagne avec Valladolid, puis en Italie à Udine. Il fait un nouveau retour en NBA lors de la saison 1989-1990 avec les Clippers de Los Angeles, franchise avec laquelle il dispute 45 rencontres, pour un apport de 4,9 points en 9,6 minutes.
Après un nouveau passage en CBA puis en Italie à Viola Reggio de Calabre,
il rejoint le championnat de France à Limoges. Il constitue la gâchette de l'équipe dirigée par l'entraîneur yougoslave Božidar Maljković. Cette équipe surprend le basket-ball européen en obtenant le titre européen en 1993. Lors de ce Final Four, Limoges élimine d'abord le Real de Madrid où évolue Arvydas Sabonis par 62 à 52, avec 20 points de Young. En finale, le CSP fait déjouer le Benetton Trévise de Toni Kukoč et l'emporte 59 à 55, avec 18 points, 7 rebonds en 35 minutes de Michael Young.

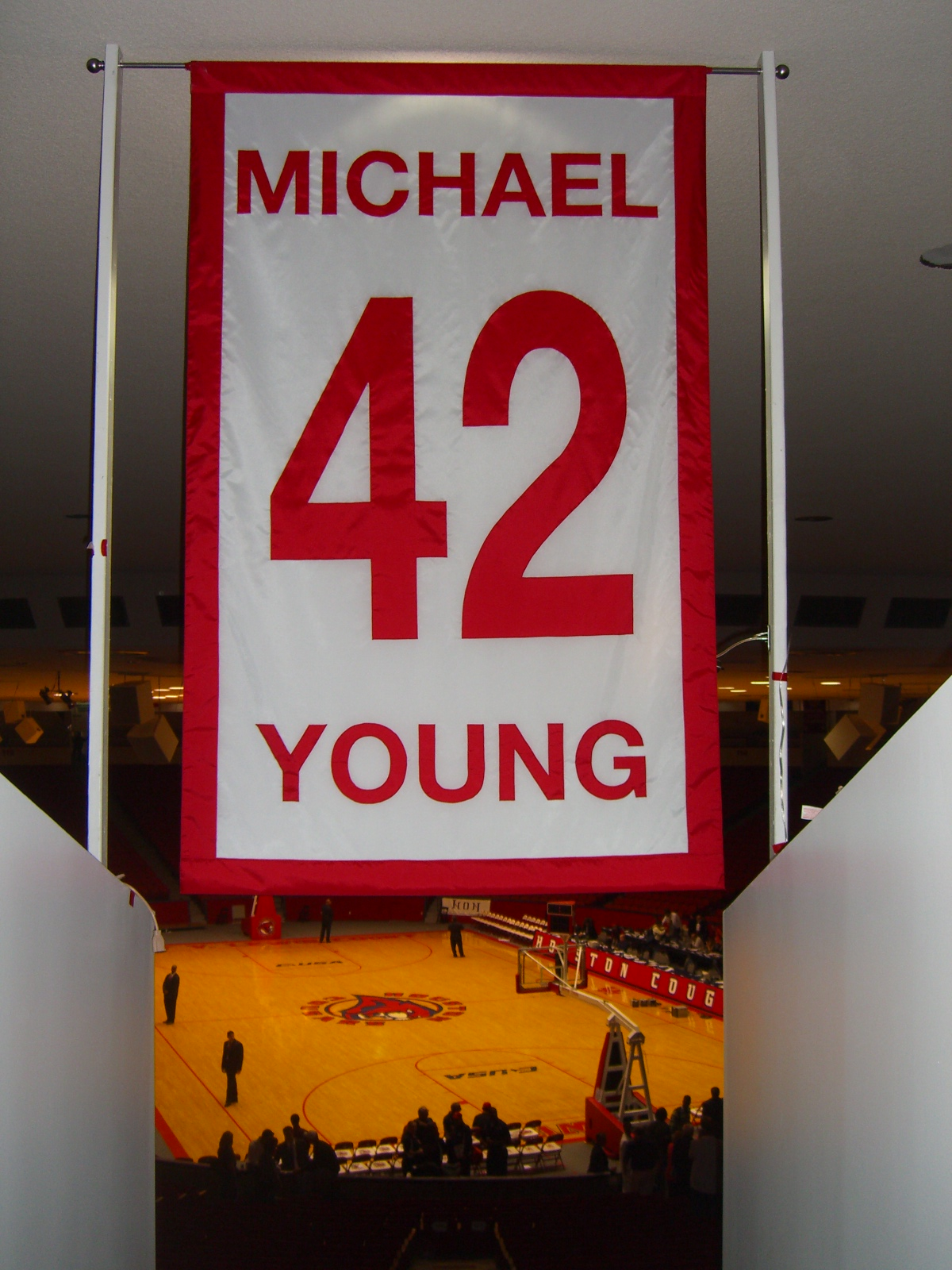
Numéro 42 de Young sous les Houston Cougars

Quelques semaines après ce Final Four, le CSP remporte le championnat de France en disposant de Pau-Orthez par trois victoires à une, avec 32 points de Michael Young lors de la deuxième manche. Celui-ci est également nommé MVP étranger du championnat. La saison suivante, il obtient de nouveau ce titre de meilleur joueur étranger de Pro A et il remporte un second titre de champion de France avec une victoire deux à 0 face à Antibes. Il termine également second marqueur d'Euroligue avec 23,4 points derrière le Grec Nick Galis.
La saison suivante, il continue à jouer malgré une blessure à un orteil occasionnée lors d'un match d'Euroligue. Ses prestations en baisse sont proches de lui coûter sa place mais il se ressaisit et enchaîne de bonnes performances en Europe, dont 88 points réalisés en trois rencontres lors du quart de finale disputé face au club italien de Pesaro. Mais lors de la rencontre décisive, il se déchire les ligaments du genou gauche.
Il retrouve les parquets en octobre de la saison suivante avec le club de la CRO Lyon où il dispute trois rencontres avant d'évoluer de nouveau en Italie.
Après la fin de sa carrière de sportif, il retourne à son ancienne université pour y occuper un poste de directeur des opérations basket-ball. En décembre 2007, Les Cougars retirent son numéro 42 pour l'accrocher au plafond de la salle.
Son fils Joseph est aussi joueur de basket-ball. Joueur des Ducks de l'Oregon, il a été élu meilleur joueur de la conférence Pac-12 en 2014-2015.